# American Hockey League 1956-1957
La stagione 1956-1957 è stata la 21ª edizione della American Hockey League, la più importante lega minore nordamericana di hockey su ghiaccio. Si giocò la quarta edizione dell'AHL All-Star Game il 23 ottobre 1956 fra i campioni in carica dei Providence Reds e gli AHL All-Stars, sfida conclusa con il successo dei Reds per 4-0. La stagione vide al via sei formazioni e al termine dei playoff i Cleveland Barons conquistarono la loro ottava Calder Cup sconfiggendo i Rochester Americans 4-1.

## Modifiche
- I Pittsburgh Hornets vennero costretti a sospendere le attività a causa della demolizione dei Duquesne Gardens.
- Al posto degli Hornets fecero il loro esordio in AHL i neonati Rochester Americans.

## Stagione regolare

### Classifica
|  | Pos. | Squadra             | Pt | G  | V  | S  | N | GF  | GS  | DR  |
|  | ---- | ------------------- | -- | -- | -- | -- | - | --- | --- | --- |
|  | 1.   | Providence Reds     | 76 | 64 | 34 | 22 | 8 | 236 | 168 | +68 |
|  | 2.   | Cleveland Barons    | 73 | 64 | 35 | 26 | 3 | 249 | 210 | +39 |
|  | 3.   | Rochester Americans | 73 | 64 | 34 | 25 | 5 | 224 | 199 | +25 |
|  | 4.   | Hershey Bears       | 68 | 64 | 32 | 28 | 4 | 223 | 237 | -14 |
|  | 5.   | Buffalo Bisons      | 52 | 64 | 25 | 37 | 2 | 209 | 270 | -61 |
|  | 6.   | Springfield Indians | 42 | 64 | 19 | 41 | 4 | 217 | 274 | -57 |

Legenda:

      Ammesse ai Playoff
Note:

Due punti a vittoria, un punto a pareggio, zero a sconfitta.

### Statistiche
Classifica marcatori
| Giocatore       | Squadra             | PG | Gol | Assist | Punti |
| --------------- | ------------------- | -- | --- | ------ | ----- |
| Fred Glover     | Cleveland Barons    | 64 | 42  | 57     | 99    |
| Willie Marshall | Hershey Bears       | 64 | 35  | 59     | 94    |
| Paul Larivée    | Providence Reds     | 64 | 46  | 43     | 89    |
| Jimmy Moore     | Cleveland Barons    | 64 | 23  | 66     | 89    |
| Bronco Horvath  | Rochester Americans | 56 | 37  | 44     | 81    |
| Boris Elik      | Cleveland Barons    | 61 | 40  | 40     | 80    |
| Dunc Fisher     | Hershey Bears       | 64 | 40  | 38     | 78    |
| Ken Wharram     | Buffalo Bisons      | 62 | 28  | 49     | 77    |
| Sam Bettio      | Buffalo Bisons      | 62 | 38  | 29     | 67    |
| Larry Wilson    | Buffalo Bisons      | 64 | 22  | 45     | 67    |
|                 |                     |    |     |        |       |

Classifica portieri
| Giocatore     | Squadra             | PG | MGS  |  |
| ------------- | ------------------- | -- | ---- |  |
| Johnny Bower  | Providence Reds     | 57 | 2.42 |  |
| Bob Perreault | Rochester Americans | 24 | 2.75 |  |
| Charlie Hodge | Rochester Americans | 41 | 3.22 |  |
| Marcel Paille | Cleveland Barons    | 62 | 3.23 |  |
| Don Simmons   | Springfield Indians | 25 | 3.36 |  |
|               |                     |    |      |  |

## Playoff
|  | Semifinali | Semifinali          | Semifinali |                  |   | Calder Cup          | Calder Cup | Calder Cup |  |
|  |            |                     |            |                  |   |                     |            |            |  |
|  | 1          | Providence Reds     | 1          |                  |   |                     |            |            |  |
|  | 1          | Providence Reds     | 1          |                  |   |                     |            |            |  |
|  | 3          | Rochester Americans | 4          |                  |   |                     |            |            |  |
|  | 3          | Rochester Americans | 4          |                  | 3 | Rochester Americans | 1          |            |  |
|  |            |                     |            |                  | 3 | Rochester Americans | 1          |            |  |
|  |            |                     | 2          | Cleveland Barons | 4 |                     |            |            |  |
|  | 2          | Cleveland Barons    | 2          | Cleveland Barons | 4 | 4                   |            |            |  |
|  | 2          | Cleveland Barons    |            |                  |   |                     |            |            |  |
|  | 4          | Hershey Bears       | 3          |                  |   |                     |            |            |  |

## Premi AHL
- Calder Cup: Cleveland Barons
- F. G. "Teddy" Oke Trophy: Providence Reds
- Dudley "Red" Garrett Memorial Award: Boris Elik (Cleveland Barons)
- Harry "Hap" Holmes Memorial Award: Johnny Bower (Providence Reds)
- John B. Sollenberger Trophy: Fred Glover (Cleveland Barons)
- Les Cunningham Award: Johnny Bower (Providence Reds)

### Vincitori
| Cleveland Barons | Portiere: Marcel Paille Difensori: Camille Bedard, Pete Goegan, Gord Hudson, Ron Ingram, Steve Kraftcheck, Ed MacQueen, Bill Shvetz Attaccanti: Boris Elik, Fred Glover, Jack Gordon, Ken Hayden, John McLellan, Jimmy Moore, Dan Poliziani, Cal Stearns, Gordon Vejprava Allenatore: Jack Gordon |

### AHL All-Star Team
First All-Star Team
- Attaccanti: Boris Elik • Paul Larivée e Bronco Horvath • Fred Glover
- Difensori: Steve Kraftcheck • Tom Williams
- Portiere: Johnny Bower

Second All-Star Team
- Attaccanti: Ed Mazur • Dunc Fisher
- Difensori: Ivan Irwin • Frank Sullivan
- Portiere: Harry Lumley e Marcel Paille